# シチジル酸シクラーゼ
シチジル酸シクラーゼ (cytidylate cyclase、EC 4.6.1.6)は、以下の化学反応を触媒する酵素である。
CTP {\displaystyle \rightleftharpoons } 3',5'-cCMP + 二リン酸
従って、この酵素の基質はシチジン三リン酸のみ、生成物は3',5'-環状CMPと二リン酸の2つである。
この酵素はリアーゼ、特にリン-酸素リアーゼに分類される。系統名は、CTP二リン酸リアーゼ (環化; 3',5'-環状CMP形成)(CTP diphosphate-lyase (cyclizing; 3',5'-cyclic-CMP-forming))である。他に、3',5'-cyclic-CMP synthase、cytidylyl cyclase、cytidyl cyclase、CTP diphosphate-lyase (cyclizing)等とも呼ばれる。